# FJcloud

FJcloud は、富士通が提供する国産のパブリッククラウドサービスである。正式名称はFUJITSU Hybrid IT Service FJcloud。

## 概要
FJcloudは、2015年5月に発表されたデジタルビジネス・プラットフォームのパブリッククラウドサービスである。2015年9月より販売開始されている。
IaaS (Infrastructure as a Service) だけでなくPaaS (Platform as a Service) も提供し、オープンソースであるOpenStackとCloud Foundryをベースとしているため、オープンな技術を利用できるのが特徴である。
オープン技術を利用する上でのオープンソースのコミュニティとの関係強化として、OpenStack Foundationでは2013年から企業スポンサーとして参加し、2015年から2018年まではゴールドメンバー、以降はシルバーメンバーとして認定されており、Cloud Foundry Foundationではシルバーメンバーに認定されている。
また、ビジネスサポート機能、シェアリングビジネス基盤、Personium Service（パーソナルデータストア）、人工知能 (AI) などを提供している。
2018年6月、2020年6月に、それぞれサービスの名称変更とブランド統合が行われた。
2018年6月の名称変更では、「FUJITSU Cloud Service K5」と呼ばれていたサービスが「FUJITSU Cloud Service for OSS」に名称変更され、2020年6月の名称変更では、「FUJITSU Hybrid IT Service FJcloud-O」に名称変更された。

## サービス一覧
- IaaS
  - 仮想サーバ
  - ブロックストレージ
  - オブジェクトストレージ
  - 仮想ネットワーク
  - データベースサービス
  - DB powered by Oracle® Cloud
  - メール配信サービス
  - コンテンツ配信サービス
- PaaS
  - PF
  - CF
  - API Management
  - SF
  - 認証サービス
  - IoT Platform
  - 帳票サービス
  - Voice Operation サービス
  - GitHub Enterprise
  - ビジネスサポート
  - Zinraiプラットフォームサービス（AI）